# Gorra plana

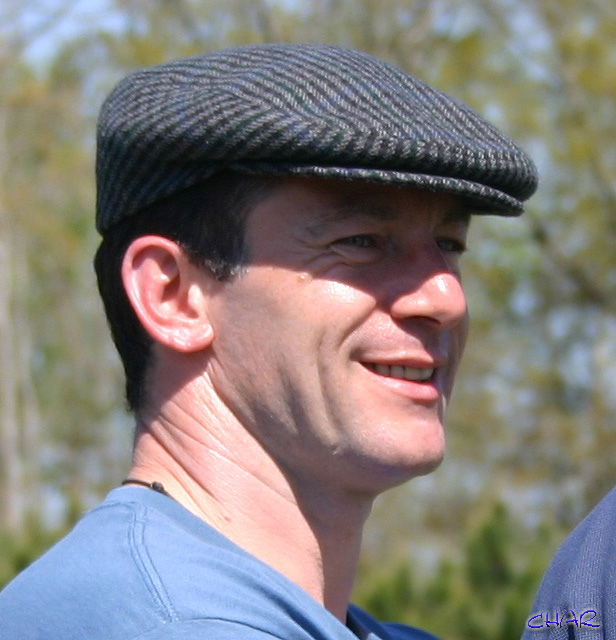
Gorra de lana que lució el actor Jason Isaacs (2005)

Una gorra plana o boina inglesa es una gorra redondeada con una pequeña ala rígida en el frente, originaria del norte de Inglaterra. El sombrero también se conoce en Irlanda como paddy cap ; en Escocia como bunnet ; en Gales como Dai cap ; y en los Estados Unidos como English cap o Irish cap. Existen otros términos (gorra de cabbie, gorra de conductor, gorra de golf,  gorra de estibador, gorra de hiedra, gorra de Jeff, gorra de ingeniero de tren, sixpence, etc.). Las gorras planas suelen estar hechas de tweed, lana lisa o algodón, mientras que algunas están hechas de cuero, lino o pana. El interior de la gorra suele estar forrado para mayor comodidad y calidez.

## Historia

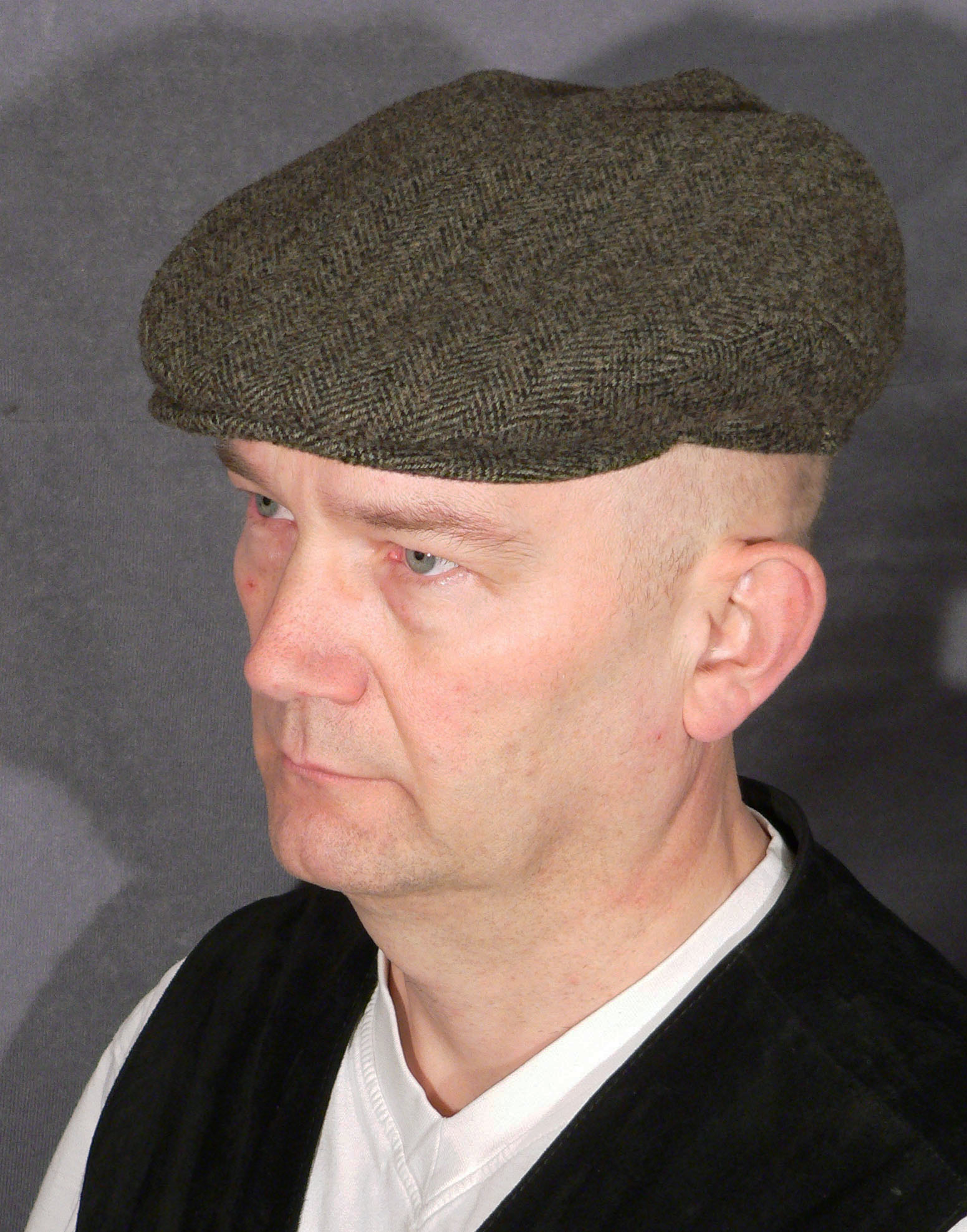
Gorra plana de lana

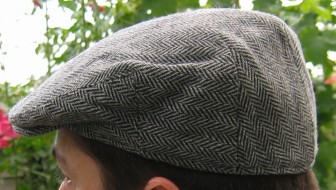
Gorra plana, vista lateral, patrón de espiga

El estilo se remonta al siglo XVI en el norte de Inglaterra, cuando era más comúnmente conocido como bonnet. Este término fue reemplazado por cap antes de aproximadamente 1700, excepto en Escocia, donde todavía se le llama bunnet en escocés.
Una ley del Parlamento Inglés de 1571 fue promulgada para estimular el consumo de lana nacional y el comercio en general. Establecía que los domingos y días festivos, todos los hombres mayores de 6 años, excepto la nobleza y las "personas de rango", debían usar gorras de lana o pagar una multa de tres farthings por día (equivalente a £1.41 en 2023). La ley no fue derogada hasta 1597, aunque para entonces la gorra plana ya se había consolidado como un símbolo reconocido de una persona no noble [cita requerida], como un burgués, un comerciante o un aprendiz [dudoso – discutir]. Es posible que el estilo fuera similar al bonete Tudor, que aún se utiliza en algunos tipos de vestimenta académica.
En el siglo XIX y principios del siglo XX, cuando los hombres generalmente usaban algún tipo de sombrero, las gorras planas eran comúnmente usadas en toda Gran Bretaña e Irlanda. Las versiones en telas más finas también se consideraban adecuadas como vestimenta casual de campo para los hombres de la alta sociedad inglesa. Las gorras planas eran usadas por jóvenes a la moda en la década de 1920. Durante este período, los niños de todas las clases sociales en el Reino Unido llevaban gorras; una gorra escolar con visera, de color y diseño específicos y con una forma más redondeada que las gorras planas de los hombres, formaba parte del uniforme escolar habitual.
La gorra plana llegó al sur de Italia a finales del siglo XIX, probablemente traída por soldados británicos. En Turquía, la gorra plana se convirtió en el principal sombrero para los hombres después de que reemplazara al fez, que fue prohibido por Mustafa Kemal Atatürk en 1925.
A principios del siglo XX, la gorra plana era usada por los hombres de clase trabajadora en España y se convirtió en parte del atuendo tradicional y el folclore de Madrid, donde se le conoce como parpusa, gorra madrileña o "Madrid Cap".

## Cultura popular británica
En la cultura popular británica, la gorra plana (o "sombrero plano") se asocia típicamente con Yorkshire y, en términos más generales, con los hombres de clase trabajadora. La gorra plana también puede usarse para denotar la clase alta cuando se adopta un tono informal. "Un pijo también puede ser un tipo elegante sin, por así decirlo, perder prestigio."  A finales del siglo XX y principios del XXI, figuras públicas británicas como David Beckham, Nigel Mansell, Guy Ritchie, Richard Blackwood y Carlos III usaban gorra plana.
En el norte de Inglaterra, entre los usuarios notables se incluyen: Fred Dibnah, de Bolton ; el antihéroe de tiras cómicas Andy Capp, de Hartlepool, y el vocalista de AC/DC Brian Johnson, de Newcastle, que habitualmente usa una gorra plana con frecuencia dentro y fuera del escenario.
En Peaky Blinders, un programa de televisión de la BBC sobre una antigua pandilla de Birmingham, se ven personajes usando gorras Baker Boy, un estilo similar que a menudo se confunde con gorras planas. Se pensó, y se adaptó, que la pandilla tenía hojas de afeitar cosidas en la visera de sus gorras planas para usarlas como arma para cegar a sus enemigos.
Su uso en el East End de Londres está ilustrado por Jim Branning, de la telenovela EastEnders, y Del Boy Trotter, de Only Fools and Horses. Los taxistas y conductores de autobús suelen aparecer representados con gorra plana, como lo retratan cómicamente Gareth Hale y Norman Pace en los sketches televisivos "Taxistas de Londres".

## Popularidad actual

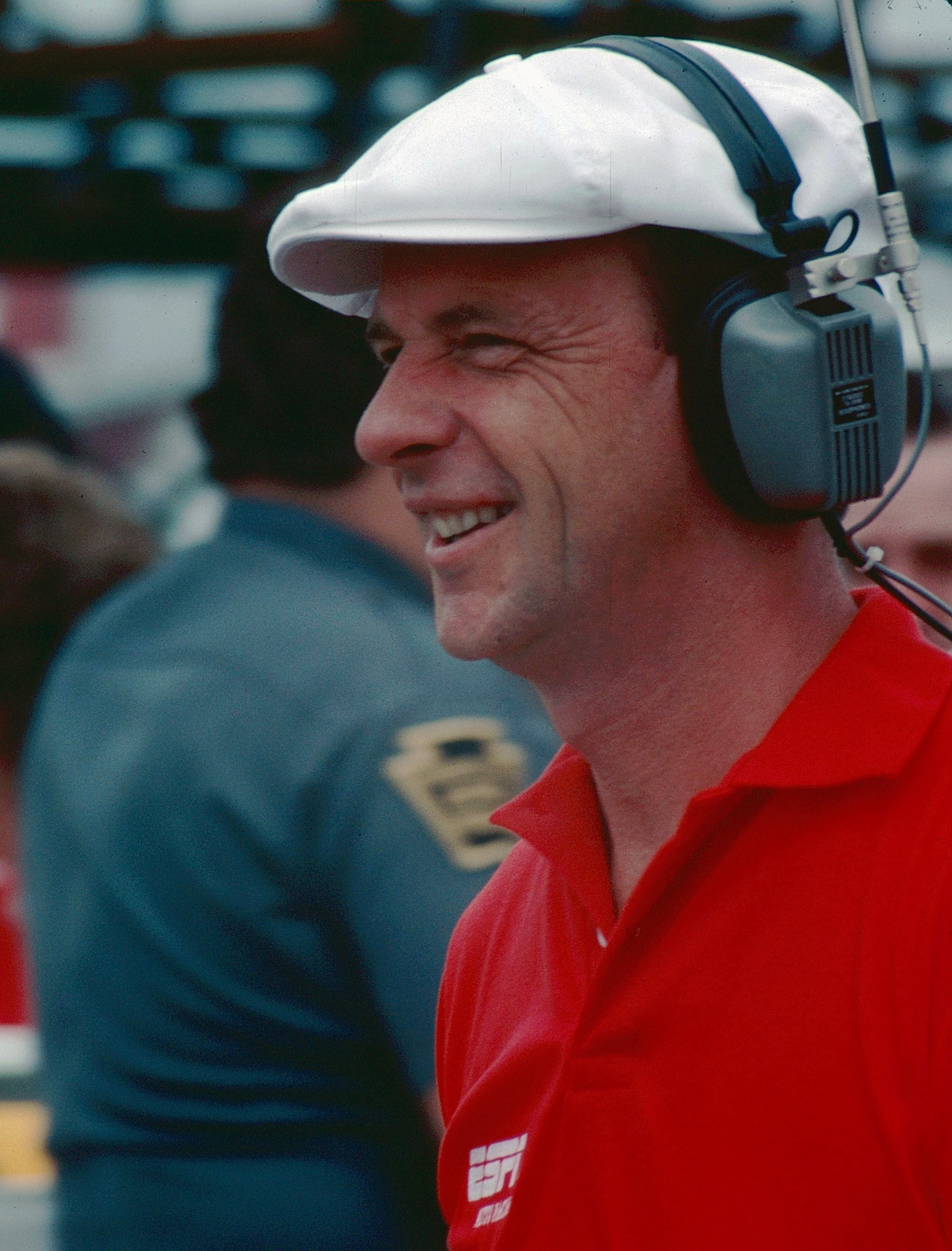
Dick Berggren es conocido por usar una gorra plana.

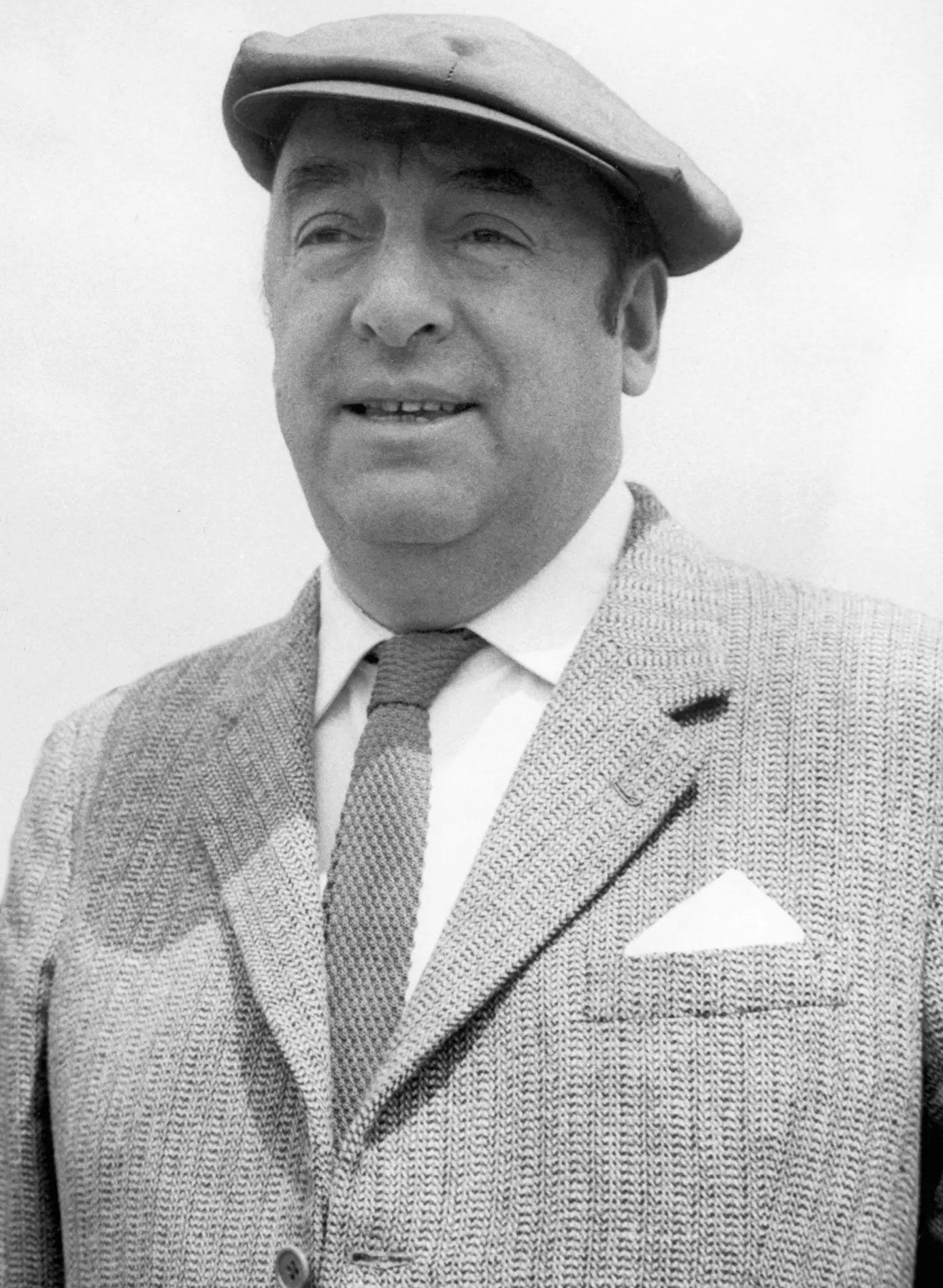
El poeta chileno Pablo Neruda era conocido por usar gorras planas.

El estilo ha seguido siendo popular entre grupos de personas en el Reino Unido, Irlanda y América del Norte. La gorra a veces se asocia con hombres mayores, especialmente en Corea del Sur, pero ha sido popular (junto con la gorra del repartidor de periódicos ) entre algunos segmentos de gente más joven, por ejemplo, en ciudades como Chicago, Boston, Nueva York y Scranton con grandes poblaciones irlandesas-estadounidenses. Ha aparecido en la subcultura del hip hop, a veces usado al revés o inclinado hacia un lado. También es muy común entre hombres y mujeres en San Francisco, California. En Turquía, es muy popular entre los hombres, principalmente de clase trabajadora.
Los seguidores del equipo de rugby de la liga inglesa Featherstone Rovers tienen como apodo "the Flat Cappers" (los Flat Cappers), porque en el pasado los seguidores asistían a los partidos vistiéndolos, al igual que la mayoría de los seguidores de los otros equipos.[cita requerida]
La gorra plana de cuero negro a menudo se combina con una chaqueta deportiva o de cuero remendada y ropa oscura (a veces combinada con una camisa de convicto con rayas de abeja ) en la cultura popular para representar a un ladrón, asaltante o atracador, ocasionalmente con una máscara de dominó .[cita requerida]
El golfista estadounidense Bryson DeChambeau usa una gorra plana durante sus rondas en el PGA Tour en honor a los fallecidos Payne Stewart y Ben Hogan. El look ha rejuvenecido su popularidad con el estilo entre los golfistas más jóvenes.[cita requerida]
El equipo canadiense en los Juegos Olímpicos de Invierno de 1998 usó gorras planas rojas diseñadas por Roots en el desfile de naciones de la ceremonia de apertura.  El equipo estadounidense en los Juegos Olímpicos de Verano de 2008 también usó gorras blancas diseñadas por Polo Ralph Lauren durante el desfile de naciones.
- Gorra Ascot
- Gorra de béisbol
- Ropa de campo británica
- Coppola (capuchón)
- Gorra de repartidor de periódicos
- Gorra de capitán